# Piotr Kozłow
Piotr Kuźmicz Kozłow (ur. 15 października 1863 w Duchowszczinie, zm. 26 września 1935 w Peterhofie) – rosyjski badacz środkowej Azji.
W latach 1883–1885 uczestniczył w tzw. drugiej ekspedycji tybetańskiej Przewalskiego. W 1890 roku brał udział w wyprawie do Kunlun w zachodnich Chinach. W 1899 roku zorganizował własną wyprawę w celu zbadania pustyni Gobi oraz gór Ałtaj. W tym samym roku poprowadził kolejną wyprawę, tym razem do źródeł rzek Huang He, Jangcy i Mekong. Zgromadził bogate materiały dotyczące geografii oraz geologii Wyżyny Tybetańskiej, wykonał także mapę swojej podróży. W latach 1907–1909 poprowadził kolejną wyprawę badawczą mającą na celu lepsze poznanie pustyni Gobi. W czasie jej trwania odkrył ruiny miasta Char Chot, stolicy historycznego państwa Xixia z przełomu XI i XII wieku. W latach 1923–1926 ponownie prowadził badania archeologiczne w Char Chot podczas których odkrył liczne grobowce Hunów z pierwszych wieków naszej ery. Imieniem Kozłowa nazwano lodowiec w Ałtaju Mongolskim.